# Unidentified submerged object
Een unidentified submerged object (USO) of 'onbekend onderwaterobject' is een ongeïdentificeerd voorwerp onder water.
Naast unidentified flying objects (ufo's) in de lucht worden er ook in oceanen, rivieren en meren soms onbekende bewegende voorwerpen waargenomen. Ze worden vaak beschreven als schijven die moeiteloos in en uit het water kunnen schieten waarbij ze schijnbaar geen weerstand van het water ondervinden. De snelheden onder water van honderden tot duizenden km/h die gemeld worden en de abrupte koerswijzigingen, versnellingen en vertragingen zijn vergelijkbaar met die van atmosferische ufo's.
Vaak zijn uso's aanwezig bij vlootoefeningen en regelmatig rapporteren duikboten dat ze gevolgd worden door uso's. In 1965 zou een Amerikaanse kruiser zelfs met een onbekend voorwerp onder water in aanvaring zijn gekomen waarna een reusachtige schijf met een doorsnee van ongeveer 400 meter aan de oppervlakte zou zijn verschenen die met enorme snelheid opsteeg en in de ruimte verdween. Volgens een recente reportage van History Channel werd het vliegdekschip U.S.S. Franklin D. Roosevelt bijzonder vaak gevolgd door onbekende voorwerpen die in het water doken of eruit opstegen. In de reportage wordt gesuggereerd dat dit kwam door de zware atoomwapens en voor die tijd (jaren 1950) zeer geavanceerde elektronica die op het schip aanwezig waren.
Sommige ufologen houden de theorie erop na dat ufo's en uso's eenzelfde oorsprong hebben en behoren tot een buitenaardse beschaving die haar basis in de diepzee heeft of dat deze beschaving wellicht 'inheems' is in de aardse oceanen en daar, analoog aan de menselijke beschaving op het vasteland, geëvolueerd is.

## U.S.O.'s in Science Fiction
In de televisieserie U.F.O. van Gerry en Sylvia Anderson (1970) komen buitenaardse toestellen voor die zich zowel in de lucht als onder water voortbewegen.